# Гарасюта Роман Федорович
Роман Федорович Гарасю́та (3 серпня 1958, Москва) — український живописець; член Спілки художників України з 1992 року.

## З біографії
Народився 3 серпня 1958 року в Москві (нині Росія). 1984 року закінчив Харківський художньо-промисловий інститут, після чого працював у Художньому фонді Миколаївської організації Спілки художників України.
Мешкав у Миколаєві в будинку на вулиці Адміральській, № 21, квартира № 48. Виїхав до Франції.

## Творчість
Працює у галузі станкового живопису, поєднує реалізм, абстракцію та романтизм. Серед робіт:
- «Звук флейти» (1991);
- «Зимове танго» (1991);
- «Викрадення Європи» (1991);
- «Ранковий вершник» (1991);
- «Сусанна і старці» (1992);
- «Суєта» (1992);
- «Той, хто приводить ніч» (1993);
- «Дівчина з пташкою» (1995);
- «Гра» (1996);
- «Місяць і сонце» (1997);
- «Перший бал» (1998);
- «Вихор» (1998);
- «Прогулянка замком» (1998);
- «Танець в Онфлері» (1999);
- «Гадання» (2000);
- «Кентавр» (2000);
- «Маскарад у Венеції» (2002).

Учасник обласних художніх виставок з 1985 року. Персональні виставки відбулися у Вашингтоні у 1994 році, Онфлері у 1996—2005 роках, Одесі у 1997 році, Каннах у 1998 році, Парижі у 2004 році, Маямі у 2004 році.